# Distrito del Alto Berg
El distrito del Alto Berg (en alemán, Oberbergischer Kreis) es un distrito del estado federal de Renania del Norte-Westfalia, Alemania. Tiene una población estimada, a fines de 2023, de 275 735 habitantes.
El distrito es parte de la región denominada Oberbergisches Land ("Alto Berg") y su capital es la ciudad de Gummersbach.

## Geografía
El distrito del Alto Berg es parte de la comarca montañosa del condado del Monte. Ya en tiempos medievales se denominaba "Oberbergisch". Se trata, como su nombre indica, de una región con cadenas montañosas.

## Composición del distrito
| Ciudades 1. Gummersbach (52.800) 2. Wiehl (26.483) 3. Radevormwald (23.841) 4. Wipperfürth (23.649) 5. Bergneustadt (20.491) 6. Waldbröl (19.620) 7. Hückeswagen (16.328) | Gemeinden 1. Lindlar (22.608) 2. Engelskirchen (20.534) 3. Reichshof (20.079) 4. Nümbrecht (17.421) 5. Marienheide (13.733) 6. Morsbach (11.486) |

(Habitantes a 30 de junio de de 2006)

## Industria
En el territorio del distrito se encuentran diversas empresas de tamaño pequeño y medio. Algunas de ellas están especializadas en el procesamiento de plásticos y metales.

## Literatura
- Mieke Brinkmann / Heinrich Müller-Miny, Der Oberbergische Kreis, Bonn 1965
- Klaus Goebel (Hg.), Oberbergische Geschichte, Bde 1-3, Wiehl 1998-2001, Band 1: Von den Anfängen bis zum Westfälischen Frieden, Verf.: Hellmut Grabert, Gero Karthaus, Günter Walzik, Albrecht Brendler, Wolfgang Herborn, Stefan Ehrenpreis, Gregor Horstkemper, Wiehl 2001, ISBN 3-88265-224-1, Band 2: Vom Westfälischen Frieden bis zum Ende der Monarchie 1648 - 1918, Verf.: Gert Fischer, Volkmar Wittmütz, Dieter Lück, Wiehl 1998, ISBN 3-88265-208-X, Band 3: Von der Weimarer Republik bis zur Jahrtausendwende 1918 - 1999, Verf.: Gerhard Pomykaj, Volker Dick, Wiehl 2001, ISBN 3-88265-225-X
- Richard Jilka (Bearb.), Bibliographie zur Oberbergischen Geschichte, 2. Aufl., Gummersbach 1992
- Oberbergische Abteilung des Bergischen Geschichtsvereins (Hg.), Beiträge zur Oberbergischen Geschichte, Bd. 1ff., Gummersbach 1986ff.
- Herbert Nicke, Das Oberbergische Land. Ein Landschaftsportrait, Wiehl 1995
- Klaus Pampus, Urkundliche Erstnennungen oberbergischer Orte, hg, v. Oberberbergischen Abteilung des Bergischen Geschichtsvereins, Gummersbach 1998 (ISBN 3-88265-206-3)
- H.W. Brandenburger, Ley-Land. Dr. Ley und der Nationalsozialismus im Oberbergischen, Köln 1988
- Harry Böseke, Das Oberbergische Land. Geschichte - Kultur -Freizeit, Avlos regional: Sankt Augustin 1995, ISBN 3-929634-14-7
- Heinz Mühlenweg, Von Wilhelm II. zu Konrad I. Wie unsere Bucklige Welt die erste Hälfte des XX. Jhrh. erlebte - erlitt - überlebte. Ein Beitrag zur Lokalhistorie Oberbergs, Selbstverlag: Gummersbach 1983
- Gero Karthaus, Natur vor der Haustür - Leben mit Landschaft, Pflanzen und Tieren in oberbergischen Dörfern früher und heute, ISBN 3-88913-148-4
- Klaus Goebel/Gerhard Pomykaj, Ein unbequemer Demokrat, August Dresbach zum 100. Geburtstag, Gummersbach 1994, ISBN 3-88265-192-X
- Gerhard Pomykaj (Hg.), Alltägliches Leben aus ärztlicher Sicht. Der Kreis Gummersbach 1825 im Spiegel zweier medizinischer Topographien, Gummersbach 1988, ISBN 3-88265-152-0